# Wolf Peak
Wolf Peak är en bergstopp i Antarktis. Den ligger i Västantarktis. Argentina, Chile och Storbritannien gör anspråk på området. Toppen på Wolf Peak är 395 meter över havet. Wolf Peak ingår i Princess Royal Range.
Terrängen runt Wolf Peak är kuperad. Havet är nära Wolf Peak norrut. Trakten är glest befolkad. Närmaste befolkade plats är Rothera Research Station, 15,3 kilometer söder om Wolf Peak. 